# Mehlenbach
Der Mehlenbach ist ein 14,3 km langer, orographisch rechter Nebenfluss der Prüm in rheinland-pfälzischen Eifelkreis Bitburg-Prüm (Deutschland).

## Name
Der Bach wurde erstmals 720 als Melina bzw. Milina schriftlich erwähnt. Der Name leitet sich wahrscheinlich vom germanischen Verb *mel- für 'zerreiben, mahlen' ab und bezieht sich entweder auf die sandige Beschaffenheit des Flussbetts oder dass der Fluss Sand mit sich führt.

## Geographie

### Verlauf
Der Mehlenbach entspringt in der Schneifel auf einer Höhe von 641 m ü. NHN. Die Quelle liegt am Südhang einer namenlosen Kuppe (681 m ü. NHN) etwa drei Kilometer nördlich von Wascheid auf dem Gebiet der Ortsgemeinde Gondenbrett.
Vorwiegend nach Süden abfließend mündet der Mehlenbach östlich von Weinsfeld auf 398 m ü. NHN in die Prüm.

### Einzugsgebiet
Der Mehlenbach entwässert ein 32 km² großes Einzugsgebiet über Prüm, Sauer, Mosel und Rhein zur Nordsee.

### Zuflüsse
| Name               | Lage   | Länge in km | EZG in km² | Mündungshöhe in m ü. NHN | Mündung Koordinaten        | GKZ      |
| ------------------ | ------ | ----------- | ---------- | ------------------------ | -------------------------- | -------- |
| Steinigebach       | rechts | 2,965       | 2,645      | 506                      | nördlich von Wascheid ⊙    | 26282-2  |
| Bach am Hirschberg | links0 | 1,501       | 0,834      | 475                      | südlich von Wascheid ⊙     | 26282-4  |
| Wenzbach           | rechts | 0,821       | 0,334      | 473                      | südlich von Wascheid ⊙     | 26282-52 |
| Mattelbach         | links0 | 0,220       | 1,089      | 465                      | nördlich von Gondenbrett ⊙ | 26282-54 |
| Litzemehlenbach    | rechts | 5,976       | 8,288      | 434                      | bei Obermehlen ⊙           | 26282-6  |
| Weinsbach          | rechts | 1,059       | 1,445      | 425                      | bei Niedermehlen ⊙         | 26282-92 |

Anmerkungen zur Tabelle
1. ↑  Die Gewässerdaten stammen vom GeoExplorer der Wasserwirtschaftsverwaltung Rheinland-Pfalz (Hinweise), die geographischen Daten vom Kartendienst des Landschaftsinformationssystems der Naturschutzverwaltung Rheinland-Pfalz (LANIS-Karte) (Hinweise).
2. ↑  Gewässerkennzahl, in Deutschland die amtliche Fließgewässerkennziffer mit zur besseren Lesbarkeit eingefügtem Trenner hinter dem Präfix, das einheitlich für den allen gemeinsamen Vorfluter Mehlenbach steht.